# Release Me (Engelbert Humperdinck)
Release Me è un brano musicale scritto da Eddie Miller, James Pebworth e Robert Yount, originariamente pubblicato nel 1949 da Eddie Miller per Four Star Records.

## Cover
- Nel 1954 il brano venne interpretato da tre artisti di musica country separatamente, ovvero Ray Price, Jimmy Heap e Kitty Wells.
- Nel 1962 il brano venne registrato e pubblicato dalla cantante Esther Phillips in versione R&B.
- Nel 1963 venne cantata dai The Everly Brothers nell'album Sing Great Country Hits.
- Il cantante britannico Engelbert Humperdinck pubblica il brano nel 1967 per Decca Records.
- Jerry Lee Lewis (1958)
- Lefty Frizzell (1959)
- Wilburn Brothers (1962) (album City Limits)
- Little Esther Phillips (1962)
- Bobby Darin (1963)
- Cindy Malone (1963)
- Billy Vaughn (1963)
- The Orlons (1963) (album All The Hits)
- Lucille Starr (1964)
- Jerry Wallace (1966)
- Dean Martin (1967)
- Matt Monro (1967)
- Los Quandos (1967) (in spagnolo con il titolo Sueltame)
- John Vance Sound (1967)
- Floyd Cramer (1967) (album Class of '67)
- Johnny Adams (1968)
- Earl Grant (1968)
- Patti Page (1968, 1998)
- Dolly Parton (1968)
- Johnny Paycheck (1968)
- Clifton Chenier (1969)
- Jerry Lee Lewis (1969)
- Toni Williams (1969)
- John Holt (anni '70)
- Elvis Presley (1970)
- Los Freddy's (1970) (in spagnolo con il titolo No Te Olvidaré)
- Roger Ruskin Spear (1971)
- Victor Wood (1971) (album Mr. Lonely)
- Loretta Lynn/Conway Twitty (1973)
- Charlie McCoy (1973)
- Johnny Rodriguez (1973)
- The Bonzo Dog Doo-Dah Band (1974)
- Yvette Horner (1977)
- Madness (1980, 1986)
- Junior Kimbrough (2002)
- Akira Kobayashi & Four Beat Paradise (2005)
- George Canyon (2007)
- Jerry Lee Lewis con Gillian Welch (2010)
- Lyle Lovett (duetto con k.d. lang, album Release Me, 2012)